# Ruy Barbosa de Oliveira
 (février 2025).
Ruy Barbosa de Oliveira (Salvador de Bahia, 5 novembre 1849 - Petrópolis, 1er mars 1923) est un écrivain, juriste et homme politique brésilien. Il est député, sénateur, ministre des finances et diplomate. Il est surnommé l'« aigle de La Haye » (O Águia de Haia) pour sa participation aux Première conférence de La Haye et Seconde conférence de La Haye. Il est candidat sans succès à la présidence du Brésil en 1910 et en 1919. Il est membre de l'Académie brésilienne des lettres.

## Biographie
Ruy Barbosa donne son premier discours public pour l'abolition de l'esclavage à l'âge de 19 ans. Il continue une défense intransigeante pour les libertés civiles durant le reste de sa vie. L'esclavage est finalement aboli par la Loi d'or en 1888. Il autorise en 1890, comme ministre des finances, la destruction de la majeure partie des archives du gouvernement en relation à l'esclavage.
Les idées libérales de Barbosa ont une influence importante dans le projet de la première constitution républicaine (1891). Il est partisan de l'utilisation de la monnaie fiduciaire, en opposition à l'étalon-or, au Brésil. Durant son mandat de ministre des finances, il met en place des réformes de grande envergure du régime financier brésilien avec une politique monétaire vigoureusement expansionniste mais c'est un désastre et il en résulte une grande instabilité.
Considéré comme une des figures centrales de l'opposition après la révolte de l'Armada, il se réfugie à la légation du Chili, puis réussit à quitter le Brésil pour le Royaume-Uni, échappant à la répression du maréchal-président Floriano Vieira Peixoto. Il écrit de là des articles pour le Jornal do Comércio de Rio de Janeiro, dont notamment un compte-rendu du jugement et de la dégradation d'Alfred Dreyfus en février 1895.

## Distinctions
- Grand-croix de l'ordre de Sant'Iago de l'Épée

## Citation
« À tant voir triompher les insignifiances, à tant voir prospérer le déshonneur, à tant voir croître l'injustice, à tant voir augmenter le pouvoir dans les mains des mauvais, l'homme finit par se décourager de la vertu, se moquer de l'honneur, avoir honte d'être honnête... »